# Kemal Sunal

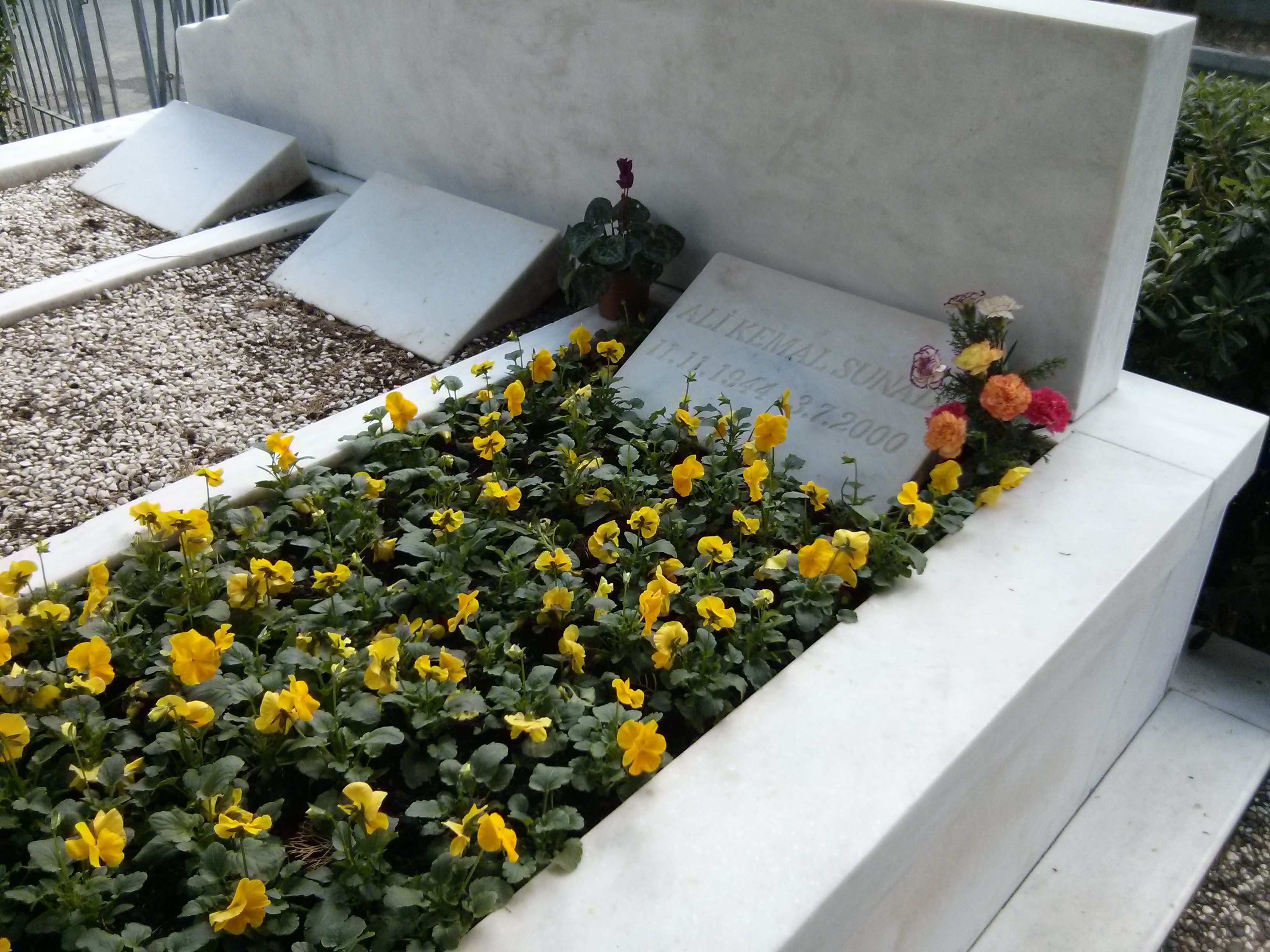
Graf van Sunal

Kemal Sunal (Malatya, 11 november 1944 - Istanboel, 3 juli 2000) was een Turks acteur. Hij was een komiek die beroemd was over heel Turkije.

## Biografie
Sunal was een bekende acteur in Turkije. De jongere generaties zijn opgegroeid met zijn films en ook de ouderen kunnen Sunals films zeer waarderen. In zijn films komt het bekende personage van Kemal Sunal Şaban vaak voor. De bijnaam van deze personage is vaak Şaban de koe. Şaban is een bescheiden en naïeve man van (meestal) een lagere sociaal-economische klasse. Hij heeft een goed hart, wat hem vaak in problemen brengt.
Sunal (en dan vooral zijn personage Şaban) is bij Turkse kinderen zeer geliefd omdat de acteur in zijn films naïef en infantiel overkomt. Daarnaast is Şaban in zekere zin taboedoorbrekend te noemen omdat hij in de films niet vies is van schelden. Sunal wordt ook gewaardeerd door oudere mensen. Dit komt niet alleen door het feit dat zijn films komedies zijn, maar ook door het feit dat bijna al zijn films een zekere knipoog naar de maatschappij met zich meedragen.
De acteur stond in zijn privéleven bekend als een serieuze, sympathieke man. Vanaf circa 1990 zond men zijn films meermalen per week uit. Sunal heeft hier nooit geld aan verdiend. Omdat hij eerder zijn universitaire studie niet af kon maken, besloot hij dit te doen in 1995. Educatie was in zijn ogen zeer belangrijk. Op 3 juli 2000 stapte hij, ondanks zijn sterke vliegangst, op aandringen van zijn zoon Ali Sunal (tevens acteur), in het vliegtuig naar Trabzon voor de opnames van zijn nieuwe film Balalayka. Kemal Sunal overleed op 55-jarige leeftijd in het vliegtuig aan een hartaanval.
Hij was getrouwd met Gül Sunal. Hij had twee kinderen.

## Films
| Jaar | Film                         | Rol                       |
| ---- | ---------------------------- | ------------------------- |
| 1972 | Tatlı Dillim                 | Basketballer              |
| 1973 | Oh Olsun                     | Fazıl                     |
| 1973 | Güllü Geliyor Güllü          | Huurmoordenaar            |
| 1973 | Canım Kardeşim               | Reiziger                  |
| 1973 | Yalancı Yarim                | Kemal                     |
| 1974 | Hasret                       | Yanık                     |
| 1974 | Salak Milyoner               | Saffet                    |
| 1974 | Köyden İndim Şehire          | Saffet                    |
| 1974 | Salako                       | Salako                    |
| 1974 | Mavi Boncuk                  | Cafer                     |
| 1975 | Şaşkın Damat                 | Apti                      |
| 1975 | Hanzo                        | Hanzo / Cabbar            |
| 1975 | Hababam Sınıfı               | İnek Şaban (Şaban de koe) |
| 1975 | Hababam Sınıfı Sınıfta Kaldı | İnek Şaban (Şaban de koe) |
| 1976 | Tosun Paşa                   | Şaban / Tosun Pasha       |
| 1976 | Süt Kardeşler                | Şaban                     |
| 1976 | Sahte Kabadayı               | Kemal                     |
| 1976 | Meraklı Köfteci              | Zühtü Karışan             |
| 1976 | Kapıcılar Kralı              | Seyid                     |
| 1976 | Hababam Sınıfı Uyanıyor      | İnek Şaban (Şaban de koe) |
| 1977 | Sakar Şakir                  | Şakir                     |
| 1977 | Şabanoğlu Şaban              | Şaban                     |
| 1977 | İbo İle Güllüşah             | İbo                       |
| 1977 | Hababam Sınıfı Tatilde       | İnek Şaban (Şaban de koe) |
| 1977 | Çöpçüler Kralı               | Abdi Şakrak               |
| 1978 | Yüz Numaralı Adam            | Şaban                     |
| 1978 | Köşeyi Dönen Adam            | Adem                      |
| 1978 | Kibar Feyzo                  | Feyzo                     |
| 1978 | İyi Aile Çocuğu              | Kemal / Cemal             |
| 1978 | İnek Şaban                   | Şaban / Bülent            |
| 1978 | Avanak Apti                  | Apti                      |
| 1979 | Umudumuz Şaban               | Ringo Şaban               |
| 1979 | Şark Bülbülü                 | Şaban Ballıses            |
| 1979 | Korkusuz Korkak              | Mülayim Sert              |
| 1979 | Dokunmayın Şabanıma          | Şaban                     |
| 1979 | Bekçiler Kralı               | Şaban Özgüneş             |
| 1980 | Zübük                        | İbrahim Zübükzade         |
| 1980 | Gol Kralı                    | Sait Sarıoğlu             |
| 1980 | Gerzek Şaban                 | Osman / Seyfi             |
| 1980 | Devlet Kuşu                  | Mustafa                   |
| 1981 | Üç Kağıtçı                   | Rıfkı                     |

| Jaar | Film                 | Rol                     |
| ---- | -------------------- | ----------------------- |
| 1981 | Kanlı Nigar          | Abdi                    |
| 1981 | Davaro               | Memo                    |
| 1982 | Yedi Bela Hüsnü      | Hüsnü                   |
| 1982 | Doktor Civanım       | Kemal                   |
| 1983 | Tokatçı              | Osman                   |
| 1983 | Kılıbık              | Kamil                   |
| 1983 | En Büyük Şaban       | Şaban                   |
| 1983 | Çarıklı Milyoner     | Bayram                  |
| 1984 | Şabaniye             | Şaban / Şabaniye        |
| 1984 | Postacı              | Yandan Çarklı Adem      |
| 1984 | Ortadirek Şaban      | Şaban                   |
| 1984 | Atla Gel Şaban       | Niyazi                  |
| 1985 | Sosyete Şaban        | Şaban Ağa / Dilaver Bey |
| 1985 | Şendul Şaban         | Şaban                   |
| 1985 | Şaban Papuçu Yarım   | Şaban                   |
| 1985 | Keriz                | Zülfü                   |
| 1985 | Katma Değer Şaban    | Şaban                   |
| 1985 | Gurbetçi Şaban       | Şaban                   |
| 1986 | Yoksul               | Yoksul (armoedzaaier)   |
| 1986 | Tarzan Rıfkı         | Tarzan Rıfkı            |
| 1986 | Garip                | Kemal                   |
| 1986 | Deli Deli Küpeli     | Kaymakam                |
| 1986 | Davacı               | Yunus                   |
| 1987 | Yakışıklı            | Selim                   |
| 1987 | Kiracı               | Kerim                   |
| 1987 | Japon İşi            | Veysel                  |
| 1988 | Uyanık Gazeteci      | Ali                     |
| 1988 | Sevimli Hırsız       | Metin                   |
| 1988 | Polizei              | Ali Ekber               |
| 1988 | Öğretmen             | Meester Hüsnü           |
| 1988 | İnatçı               | Bayram                  |
| 1988 | Düttürü Dünya        | Düt Düt Mehmet          |
| 1988 | Bıçkın               | Ali / Kemal Sunal       |
| 1989 | Zehir Hafiye         | Cemal                   |
| 1989 | Talih Kuşu           | Osman Abalı             |
| 1989 | Gülen Adam           | Yusuf Şaplak            |
| 1990 | Koltuk Belası        | Zühtü Kaya              |
| 1990 | Boynu Bükük Küheylan | İbrahim Küheylan        |
| 1990 | Abuk Sabuk Bir Film  | Âdemoğlu                |
| 1991 | Varyemez             | Ragıp Elibol            |
| 1999 | Propaganda           | Mehdi                   |

## Televisieseries
| Jaar | Serie           | Rol        |
| ---- | --------------- | ---------- |
| 1988 | Dünya Fraggle   | Kral Gorg  |
| 1992 | Saygılar Bizden | Kemal      |
| 1993 | Şaban Askerde   | Şaban      |
| 1995 | Şaban İle Şirin | Şaban      |
| 1996 | Bay Kamber      | Bay Kamber |